# Alluaudiopsis
Alluaudiopsis, biljni rod iz porodice didijerovki kojemu pripadaju dvije vrste grmova s juga Madagaskara

## Vrste
1. Alluaudiopsis fiherenensis Humbert & Choux
2. Alluaudiopsis marnieriana Rauh